# Earl Jones
Earl Amasa Jones (nacido el 13 de enero de 1961 en Oak Hill, Virginia Occidental) es un exjugador de baloncesto estadounidense que disputó 2 temporadas en la NBA, además de jugar en la CBA, la liga italiana, la Liga ACB y la liga francesa. Con 2,13 metros de estatura, jugaba en la posición de pívot.

## Trayectoria deportiva

### Universidad
Tras participar en su época de high school en 1980 en el prestigioso McDonald's All American, jugó durante tres temporadas con los Firebirds de la Universidad Distrito de Columbia, en las que promedió 23,9 puntos y 10,9 rebotes por partido.

### Selección nacional
Fue convocado por la selección de Estados Unidos para disputar el Campeonato del Mundo de Colombia 1982, en la que consiguieron la medalla de plata, tras perder ante la URSS en la final por un punto.

### Profesional
Fue elegido en la vigésimo tercera posición del Draft de la NBA de 1984 por Los Angeles Lakers, donde disputó sólo 2 partidos sin anotar ni un único punto, antes de ser traspasado a San Antonio Spurs, equipo con el que no llegó a debutar. Viéndose sin equipo una vez comenzada la temporada, aceptó ir a jugar a los Kansas City Sizzlers de la CBA.
Al año siguiente firmó un contrato de diez días como agente libre con Milwaukee Bucks, siendo renovado hasta el final de la temporada. Su presencia en el equipo fue testimonial, promediando 1,1 puntos y 0,8 rebotes por partido. Tras ver que no tenía sitio en la NBA, decidió emprender la aventura europea, fichando por el Stefanel Trieste de la liga italiana, donde en su única temporada promedió 19,3 puntos y 8,5 rebotes por noche.
En 1988 se va a jugar al Olympique Antibes de la liga francesa, y al año siguiente al RAM Joventut Badalona de la Liga ACB, donde promedia 11,6 puntos y 7,2 rebotes por partido. Acabó su carrera jugando con el Rockford Lightning de la CBA.

## Estadísticas de su carrera en la NBA

### Temporada regular
| Temporada | Edad | Equipo             | Liga | P  | TIT | MIN | TC  | TCA | %TC  | 3P  | 3PA | %3P | TL  | TLA | %TL  | R.OF. | R.DEF. | REB | ASIS | ROB | TAP | PER | FP  | PTS |
| 1984-85   | 24   | Los Angeles Lakers | NBA  | 2  | 0   | 3.5 | 0.0 | 0.5 | .000 | 0.0 | 0.0 |     | 0.0 | 0.0 |      | 0.0   | 0.0    | 0.0 | 0.0  | 0.0 | 0.0 | 0.5 | 0.0 | 0.0 |
| 1985-86   | 25   | Milwaukee Bucks    | NBA  | 12 | 0   | 3.6 | 0.4 | 1.0 | .417 | 0.0 | 0.0 |     | 0.3 | 0.3 | .750 | 0.3   | 0.5    | 0.8 | 0.3  | 0.0 | 0.1 | 0.6 | 1.1 | 1.1 |
| Total     |      |                    | NBA  | 14 | 0   | 3.6 | 0.4 | 0.9 | .385 | 0.0 | 0.0 |     | 0.2 | 0.3 | .750 | 0.3   | 0.4    | 0.7 | 0.3  | 0.0 | 0.1 | 0.6 | 0.9 | 0.9 |